# El Huitussi y Anexos
El Huitussi y Anexos är en ort i Mexiko.   Den ligger i kommunen Guasave och delstaten Sinaloa, i den västra delen av landet, 1 200 km nordväst om huvudstaden Mexico City. El Huitussi y Anexos ligger 13 meter över havet och antalet invånare är 920.
Terrängen runt El Huitussi y Anexos är mycket platt. Runt El Huitussi y Anexos är det ganska tätbefolkat, med 100 invånare per kvadratkilometer. Närmaste större samhälle är Leyva Solano, 5,8 km öster om El Huitussi y Anexos. Trakten runt El Huitussi y Anexos består till största delen av jordbruksmark.